# Беннетт, Элинор
Элинор Беннетт (англ. Elinor Bennett; род. 1943) — британская арфистка . Родилась и живёт в Уэльсе, замужем за политиком Давидом Уигли, лидером валлийской националистической партии.
Окончила юридический колледж Уэльского университета в Аберистуите и Королевскую музыкальную академию в Лондоне. Преподаёт в Уэльсе, а также в других странах; среди её учеников, в частности, Кэтрин Финч.
Элинор Беннет записала 12 сольных альбомов музыки для арфы, включая произведения крупнейших композиторов современности — Арво Пярта, Филипа Гласса и др.